# المركز الوطني للخزف الفني

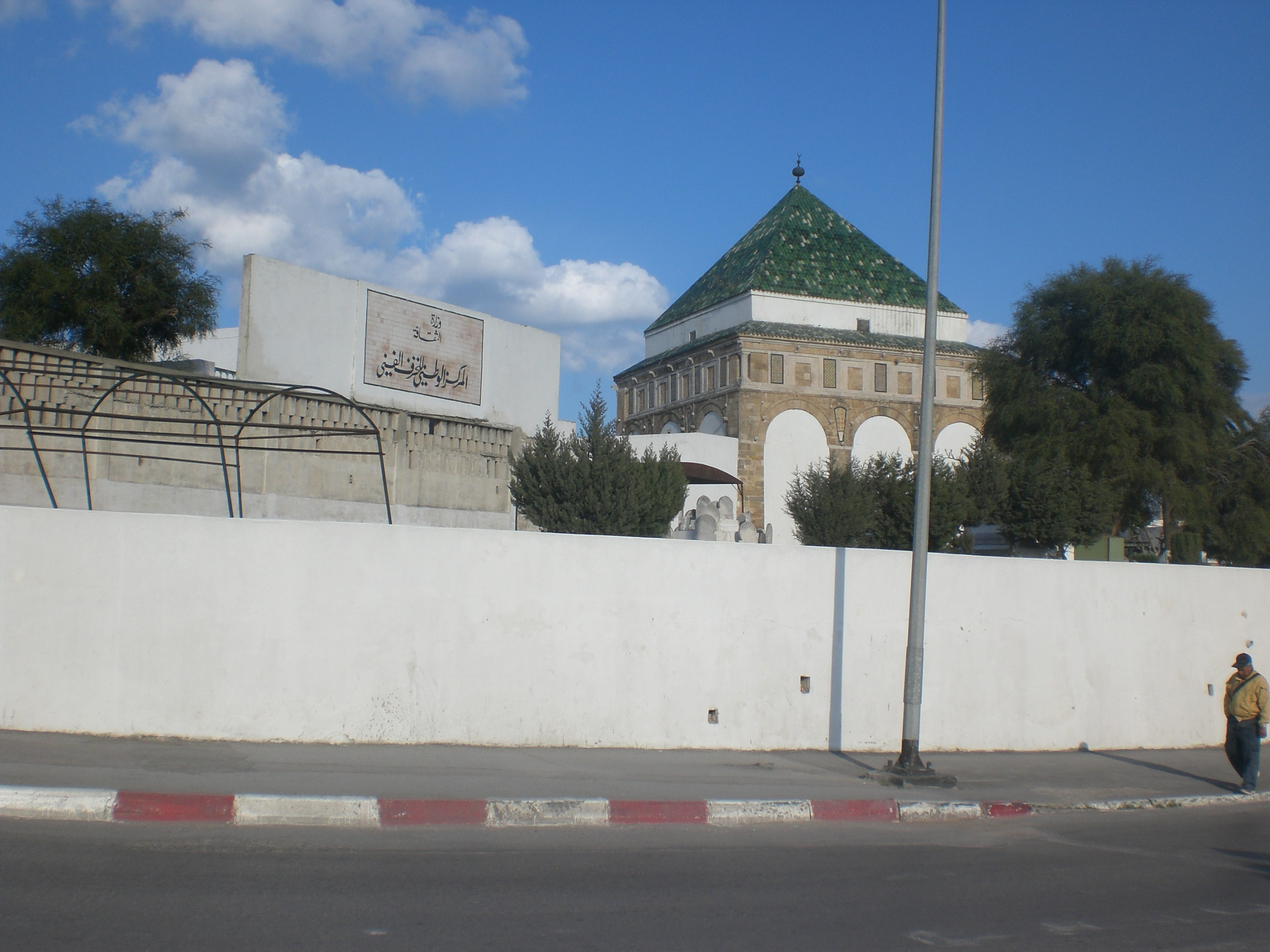
متحف الخزف الفني من الخارج

المركز الوطني للخزف الفني هو متحف تونسي مقره بزاوية الولي سيدي قاسم الجليزي المحاذية لساحة معقل الزعيم. رُمِّم هذا المعلم فيما بين 1977 و1981 بالتعاون مع إسبانيا وحمل آنذاك اسم المركز الوطني للخزف الفنّي.

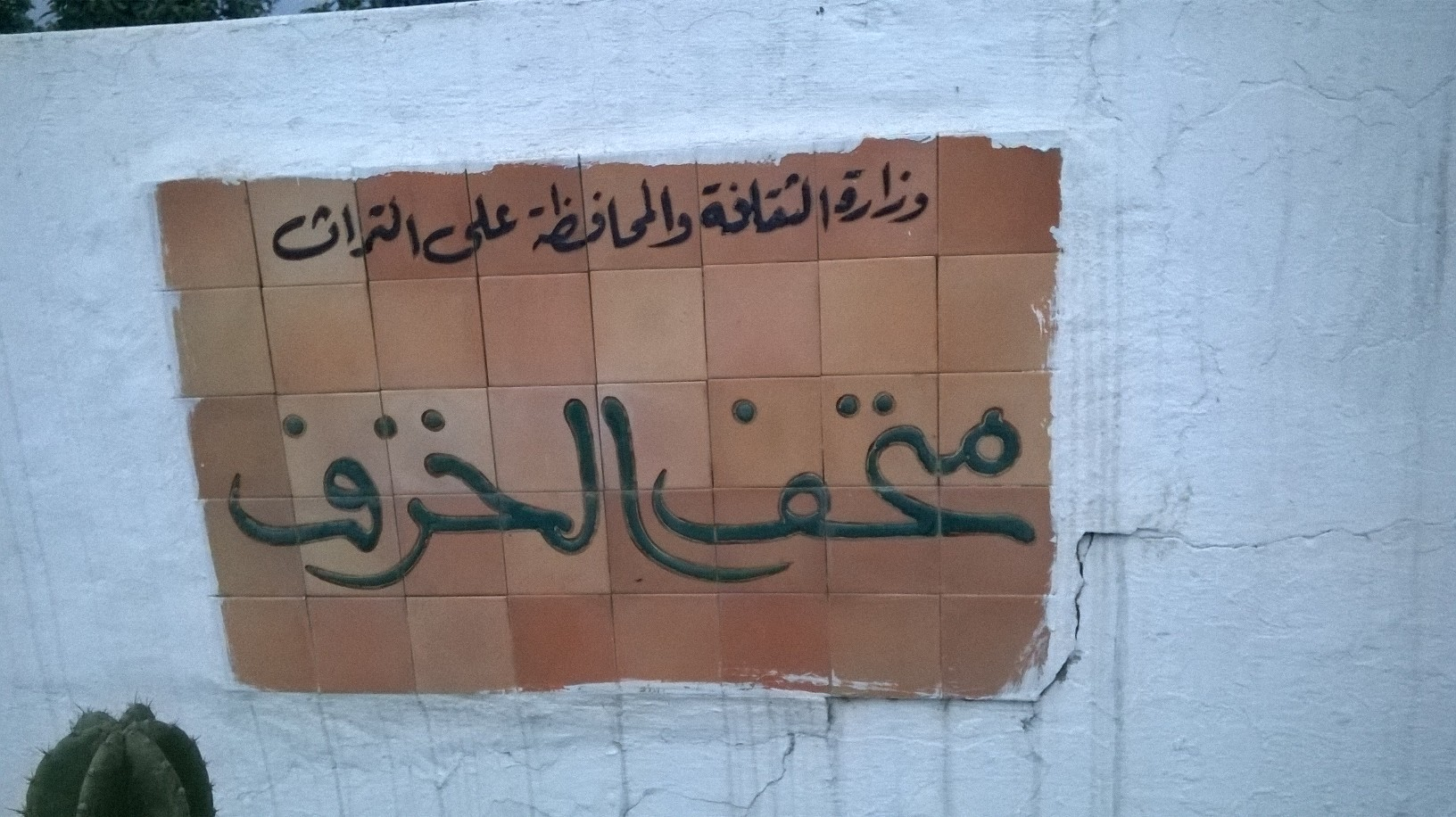

يحوي هذا المتحف مجموعات من الخزف المحلي والمستورد من العالم العثماني كما يحتوي على نصب جنائزية.

## وصلات داخلية
- الخزف الإسلامي
- فن إسلامي
- زاوية سيدي قاسم الجليزي

## وصلات خارجية
تقديم للمتحف في موقع مدينة تونس